# Championnat d'Italie de football de deuxième division 1960-1961
Navigation
Édition précédente Édition suivante
La saison 1960-1961 de Serie B, organisée par la Lega Calcio pour la quinzième fois, est la 29e édition du championnat de deuxième division en Italie. Les trois premiers sont promus directement en Serie A et les trois derniers sont relégués en Serie C.
À l'issue de la saison, Venise termine à la première place et monte en Serie A 1961-1962 (1re division), accompagné par le vice-champion, Ozo Mantova et le troisième Palerme.

## Compétition
La victoire est à deux points, un match nul à 1 point.

### Classement
| Rang | Équipe            | Pts  | J  | G  | N  | P  | Bp | Bc | Diff |
| ---- | ----------------- | ---- | -- | -- | -- | -- | -- | -- | ---- |
| 1    | Venise            | 50   | 38 | 22 | 6  | 10 | 54 | 31 | +23  |
| 2    | Ozo Mantova       | 49   | 38 | 18 | 13 | 7  | 44 | 25 | +19  |
| 3    | Palerme R         | 46   | 38 | 13 | 20 | 5  | 46 | 27 | +19  |
| 4    | Reggiana          | 43   | 38 | 16 | 11 | 11 | 63 | 55 | +8   |
| 5    | Monza             | 42   | 38 | 14 | 14 | 10 | 36 | 26 | +10  |
| 6    | Messine           | 41   | 38 | 13 | 15 | 10 | 45 | 34 | +11  |
| 7    | Pro Patria P      | 39   | 38 | 14 | 11 | 13 | 46 | 39 | +7   |
| 8    | Alexandrie R      | 39   | 38 | 15 | 9  | 14 | 43 | 41 | +2   |
| 9    | Sambenedettese    | 39   | 38 | 15 | 9  | 14 | 35 | 42 | -7   |
| 10   | Catanzaro         | 38   | 38 | 15 | 8  | 15 | 46 | 42 | +4   |
| 11   | Côme              | 37   | 38 | 13 | 11 | 14 | 42 | 45 | -3   |
| 12   | Prato P           | 37   | 38 | 14 | 9  | 15 | 35 | 41 | -6   |
| 13   | Genoa CFC R       | 35-7 | 38 | 14 | 14 | 10 | 47 | 42 | +5   |
| 14   | Parme             | 35   | 38 | 12 | 11 | 15 | 36 | 36 | 0    |
| 15   | Brescia           | 34   | 38 | 12 | 10 | 16 | 44 | 38 | +6   |
| 16   | Hellas Vérone     | 34   | 38 | 11 | 12 | 15 | 31 | 44 | -13  |
| 17   | Novare Calcio     | 33   | 38 | 11 | 11 | 16 | 31 | 51 | -20  |
| 18   | Triestina         | 33   | 38 | 9  | 15 | 14 | 31 | 39 | -8   |
| 19   | Foggia P          | 29   | 38 | 10 | 9  | 19 | 40 | 56 | -16  |
| 20   | Marzotto Valdagno | 20   | 38 | 5  | 10 | 23 | 28 | 69 | -41  |

|  | Promotion en Serie A                        |
|  | Relégation en Serie C                       |
|  | P : Promu de Serie C R : Relégué de Serie A |

- Novare Calcio et Triestina étant à égalité de points un match d'appui est organisé pour désigner l'équipe qui sera reléguée. Novare remporte le match 2 à 1 et reste en deuxième division.

- Genoa CFC a une pénalité de sept points, à la suite d'une affaire de corruption lors de la saison précédente en Serie A, le club avait écopé d'une pénalité de 28 points, 18 points avaient été retirés en Serie A et les dix points restants cette saison en Serie B, après appel la pénalité a été réduite à sept points.